# Nanna Westerby
Nanna Westerby, née le 11 juillet 1984 à Copenhague (Danemark), est une femme politique danoise. Ancienne membre du Parti populaire socialiste, elle est députée au Folketing de 2007 à 2011.

## Biographie
Engagée au sein du Parti populaire socialiste, elle est élue en avril 2007 pour succéder à Astrid Krag comme présidente du mouvement de jeunesse du parti.
Elle est élue députée au Folketing lors des élections législatives anticipées de novembre 2007. Âgée de 23 ans, elle est alors la plus jeune députée de la législature. Elle prend également la présidence de la commission parlementaire sur le logement, devenant la plus jeune présidente de commission de l'histoire danoise. Elle quitte la présidence de l'organisation de jeunesse du Parti populaire socialiste en 2008.
Elle échoue à être réélue pour un second mandat lors des élections législatives de septembre 2011 lors desquelles son parti perd sept sièges.
Initialement candidate aux élections municipales de novembre 2013 à Copenhague, elle annonce en janvier 2013 le retrait de sa candidature, du fait de son opposition à la ligne politique d'Annette Vilhelmsen, nouvelle présidente du Parti populaire socialiste depuis octobre 2012. Après son élection, Vilhelmsen avait choisi de démettre Thor Möger Pedersen, figure de l'aile modérée du mouvement et compagnon de Westerby, de ses fonctions de ministre de la Fiscalité. En mars, elle annonce suivre le député Jesper Petersen et la députée européenne Emilie Turunen et quitter le parti pour rejoindre les sociaux-démocrates.